# Sigmund II. Hager von Allentsteig
Sigmund II. Hager von Allentsteig (auch Sigismund Haager von Altensteig; * 15. Februar 1547; † 25. November 1610/1611) war ein protestantischer Adeliger und Soldat aus dem alten niederösterreichischen Adelsgeschlecht der Hager von Allentsteig.

## Leben
Sigmund war der jüngere Sohn von Sebastian Hager von Allentsteig (um 1494–1565) und dessen zweiter Ehefrau Anna Enenckel (* um 1515; † 12. Mai 1607), Tochter von Freiherr Christoph Enenckel zu Albrechtsberg an der Pielach und Ursula Loiser. Sigmund blieb sein Leben lang evangelisch und kam als Knabe mit 9 Jahren zu Ztibor Odrawsky, einem böhmischen Adeligen, um die übliche adelige Erziehung zu erhalten. Danach diente er bei Wenzel von Schwanberg, Friedrich und Sigismund Grafen Hardegg, Günther Graf Schwarzenburg. Mit diesem zieht er 1578 und 1579 in den Niederländischen Krieg. Anschließend reiste er nach England, Schottland, Irland, Frankreich, Italien, die Niederlande und die nordischen Königreiche und kehrte über Polen und Schlesien nach Hause zurück. Sein Leben als Ritter Sigismund beschrieb er selbst ausführlich.
Anschließend trat er als Rittmeister in die kaiserliche Armee ein und ging nach Ungarn, 1594 war er Hauptmann in Óvár (Ungarisch Altenburg) (heute Mosonmagyaróvár), 1595 warb er 60 Kriegsknechte zu Fuß auf eigene Kosten und kämpfte bei Raab. Dann war er Obrister Feldhauptmann in Kaschau in Ober-Ungarn.
1590/1596 verkauft er die Herrschaft Allentsteig an Paris von Sonderndorf, außer den geistigen und weltlichen Lehenschaften, die dem Ältesten lebenden Hager zustanden.
1598 konnte er die Herrschaft St. Veit und Schloss St. Veit im Mühlviertel durch Vergleich mit den Verwandten an sich bringen und lebte dann dort.
1600 wird er zum Ritterstand-Verordneten der oberösterreichischen Landstände gewählt. 1608 unterzeichnete sein Sohn Sebastian Günther den Horner Bund. 1609 war er Deputierter der Corporis Evangelicorum.

## Ehen und Kinder
Sigmund Hager ehelichte am 27. April 1568 Juliana Althann († 1590/91 in Kaschau), Tochter von Georg von Althann von der Goldburg zu Murstetten und Maria Anna Vogt von Schönau und in zweiter Ehe am 4./25. Oktober 1592 in Wien Maria von Eck, Tochter von Magnus Freiherr von Eck und Hungersbach und Rosina Weltzer von Spiegelfeld. Am 6. Jänner 1604 heiratete er in dritter Ehe Anna Susanna von Hoheneck († 26. Jänner 1617), Tochter von Georg von Hoheneck zu Hagenberg, Regent der nö Lande, Jägermeister und Martha Katzianer von Figau. Insgesamt hatte Sigmund 21 Kinder, die bedeutendsten waren:
- Sebastian Günther Hager von Allentsteig († 1620) als Rebell gegen den Kaiser enthauptet ⚭ 1600 Englburg Herrin von Gera
- Cordula ⚭ 1619 Christoph Märcken von Gneissenau
- Maria Salome ⚭ Claudius Phillip Brellern von Ladendorf
- Englburg ⚭ Adam Maximilian Graf von Trautmannsdorf
- Sophia ⚭ 1673 Georg Achaz Tollinger von Grünau
- Hans Seyfried Hager /Johann Seyfried (* 1611; † 22. November 1687) ⚭ I. 1643 Maria Magdalena von Kainach,  ⚭ II. Anna Katharina Kölnpöck († 1687), der die Stammlinie fortsetzte

Genaueres dazu siehe Stammliste der Hager von Allentsteig.

## Trivia
Wilhelm Meinhold hat im Roman „Der getreue Ritter oder Sigismund Hager von und zu Altensteig und die Reformation“ das Leben Sigismund’s und seines Vaters Sebastian’s zusammen vermischt und frei künstlerisch bearbeitet.
Das Sprichwort: „Wo liegt der Hund begraben?“ soll auf ein Denkmal im Schloss St. Veit zurückgehen.
Er hatte nämlich einen treuen Hund, der ihm auf einer seiner Fahrten in den Niederlanden das Leben gerettet hatte. Diesem war ein Denkmal an der Gartenmauer des Schlossbräus gewidmet mit der Inschrift:

„Main Herrn hab ich mit Droi bewachd, drum ist mier der Stain gemacht, Telvin war ich von ihm genend, hir lig ich verscharrt im Sant, die Zeit so ich am Lewen war, Sein gewesen 17 Jar. 1612“